# Hantz Péter
Hantz Péter (Kolozsvár, 1974. február 1. –) erdélyi magyar biofizikus, feltaláló, közéleti személyiség. Hantz András és Hantz Lám Irén fia.

## Tanulmányai
Középiskolai tanulmányait a kolozsvári Báthory István Elméleti Líceumban folytatta. 1992 és 1998 között fizikát tanult a kolozsvári Babeș–Bolyai Tudományegyetemen és a budapesti Eötvös Loránd Tudományegyetemen. Az ELTE hallgatójaként a Bolyai Kollégium tagja volt.
1998-ban vendéghallgató volt az Oxfordi Egyetemen. Doktori fokozatát 2006-ban szerezte elméleti fizikából a Genfi Egyetemen.

## Tudományos pályája
2003 és 2006 között a kolozsvári Babeș–Bolyai Tudományegyetem Elméleti Fizikai Tanszékének tanára. 2007 és 2010 között posztdoktori ösztöndíjas a heidelbergi Európai Molekuláris Biológiai Laboratóriumban (EMBL), ahol génexpressziós mintázatokat tanulmányozott. 2011 és 2015 között a bázeli Friedrich Miescher Orvosbiológiai Kutatóintézet posztdoktori ösztöndíjasaként retina elektrofiziológiával foglalkozott. 2016-ban az École Polytechnique Fédérale de Lausanne kutatója. 2017 és 2020 között a Pécsi Egyetem Orvosi Karának tudományos főmunkatársa, majd 2020-tól az ELTE Kémiai Intézetének vendégkutatója. Kutatómunkája több fizikai, biológiai és technológiai területet is érint. 2019-ben Kolozsváron megalapította a kutatás-fejlesztés területén tevékenykedő Fibervar Kft.-t. Számos tudományos közlemény, ismeretterjesztő írás és több szabadalom szerzője, illetve társszerzője.

## Közéleti tevékenysége
1993-ban a Kolozsvári Magyar Diákszövetség elnöke, 2004 és 2015 között a Bolyai Kezdeményező Bizottság alelnöke.
2013-ban megalapította a Nemzetközi Kürtőskalács Szaktestületet, melynek ügyvivője.
Szerkeszt és fenntart egy, a nemzetközileg ismert és elismert magyar értékeket bemutató honlapot, a hungarikum.net-et.

## Főbb művei
- Pattern formation in a new class of precipitation reactions. Thèse; Université de Genève, Genève, 2006
- Hantz Péter–Pozsony Ferenc–Füreder Balázs: Kürtőskalács. A világ minden táján ismert székely-magyar sütemény; Háromszék Vármegye, Sepsiszentgyörgy, 2015

## Kitüntetései
- Julianus-díj (2006)[11]